# خولزی الخاص‌لی
خولزی الخاص‌لی (ترکی آذربایجانی: Xoləzəy Alxaslı) یک منطقهٔ مسکونی در جمهوری آرتساخ است که در استان شاهومیان واقع شده‌است.